# Maubeuge
Maubeuge (nizozemsko Mabuse) je mesto in občina v severnem francoskem departmaju Nord regije Nord-Pas-de-Calais. Leta 1999 je mesto imelo 33.546 prebivalcev.

## Geografija
Kraj leži ob reki Sambre v severni francoski pokrajini Avesnois.

## Administracija
Maubeuge je sedež dveh kantonov:
- Kanton Maubeuge-Jug (del občine Maubeuge, občine Boussois, Cerfontaine, Colleret, Damousies, Ferrière-la-Grande, Ferrière-la-Petite, Louvroil, Obrechies, Quiévelon, Recquignies, Rousies, Wattignies-la-Victoire: 37.863 prebivalcev),
- Kanton Maubeuge-Sever (del občine Maubeuge, občine Assevent, Bersillies, Bettignies, Élesmes, Gognies-Chaussée, Jeumont, Mairieux, Marpent, Vieux-Reng, Villers-Sire-Nicole: 43.053 prebivalcev).

Oba kantona se nahajata v okrožju Avesnes-sur-Helpe.

## Zgodovina
Maubeuge, nekdanji Malbodium, je zrasel okoli moškega in ženskega samostana, ustanovljenih v 7. stoletju, in sprva pripadal ozemlju Hainaut. Večkrat je bil napaden in požgan s strani Francije ( za časa Ludvika XI., Franca I. in Henrika II.), dokler ni s sporazumom v Nijmegnu dokončno pripadel fancoski kroni.
Mesto je bilo v času Ludvika XIV. pod Vaubanovim nadzorom utrjeno. V letu 1793 je bilo mesto oblegano s strani habsburškega generala princa Friderika Josiasa Saško-Coburškega, slednji se je moral po porazu pri Wattigniesu umakniti. Ponovno je bil oblegan v letu 1814, po močnem odporu prisiljen kapitulirati v času stotih dnevov.

## Pobratena mesta
- Bamako (Mali),
- Biskra (Alžirija),
- Kayes (Mali),
- Ouarzazate (Maroko),
- Ratingen (Nemčija),
- Vilvorde (Belgija).